# Индийский ушастый гриф
Индийский ушастый гриф (лат. Sarcogyps calvus) — вид хищных птиц. Образует монотипичный род ушастые грифы, или индийские ушастые грифы (Sarcogyps Lesson, 1842).
Распространён в Азии, на территории Индии, Пакистана, Непала, Бутана, Бангладеш, Китая, Мьянмы, Таиланда, Лаоса, Камбоджи, Вьетнама. Очень редкая птица, состояние популяции которой IUCN оценивается как критическое.
Длина тела — 75—85 см, длина крыла — 67—62 см, масса — 4—5,5 кг.
Оперение тёмно-бурое. На свободной от перьев голове свисающие кожные складки ярко-красного цвета.
Ведёт одиночный образ жизни. Населяет леса и редколесья, сельскохозяйственные земли.
Питается падалью.